# The B-52s
The B-52s (precedentemente chiamati The B-52's) è un gruppo new wave statunitense.
Il gruppo è stato fondato nel 1976 ad Athens, in Georgia.
Per molti anni il nome ufficiale del gruppo è stato The B-52's, ma nel 2008 l'apostrofo venne rimosso e sia sul sito ufficiale che sulle copertine dell'album Funplex e dei singoli il vecchio nome è stato sostituito con l'attuale The B-52s.

## Caratteristiche
Fin dalla sua formazione originale, il gruppo è caratterizzato dalle voci femminili di Cindy Wilson e Kate Pierson, a cui fanno da contrappunto le voci maschili degli altri componenti del gruppo (il chitarrista Ricky Wilson e il batterista Keith Strickland), il tutto completato dalla voce parlata o in recitativo di Fred Schneider.
La sonorità tipica del gruppo si basa proprio sul mix di voci femminili e maschili, con l'impiego frequente della tecnica del botta e risposta (come nel caso dei brani Private Idaho e Good Stuff) che è diventato una sorta di "marchio di fabbrica" della band.
Proponendosi come un gruppo dalle sonorità solari e positive, i loro brani, tutti di impostazione new wave ballabile, raccontano lunghe storie (Rock Lobster, Girl from Ipanema Goes to Greenland), esaltano l'incoscienza della gioventù (Love Shack, Deadbeat Club) o parlano di storie d'amore infuocate (Strobe Light, Hot Pants Explosion).

## Storia

### I primi anni (dalla fondazione al 1981)
Il gruppo si formò in seguito a una jam session improvvisata in un ristorante cinese tra i cinque componenti originari, i fratelli Cindy e Ricky Wilson, all'epoca rispettivamente diciannovenne e ventenne, il batterista e percussionista Keith Strickland, la tastierista e cantante Kate Pierson, all'epoca ventisettenne e il cantante Fred Schneider.
La band eseguì il suo primo concerto nel 1977 durante una festa organizzata da amici per San Valentino.
Il nome della band deriva da una particolare acconciatura dei capelli, con un ciuffo che riprende la forma del muso dell'omonimo bombardiere. Keith Strickland propose il nome dopo aver sognato una notte che la banda si esibiva in concerto nella sala di un albergo; nel sogno, qualcuno gli sussurrava nell'orecchio che il nome del gruppo era "The B-52s."
L'approccio musicale, di tipo New wave come in voga all'epoca, era una combinazione di dance music e di surf contraddistinta dai giri di chitarra insoliti e originali di Ricky Wilson. Anche il loro abbigliamento stravagante e allo stesso tempo elegante costituiva un elemento di distinzione.
Il loro primo singolo, Rock Lobster, registrato nel 1978 per l'etichetta DB Records, riscosse successo nel circuito underground e portò il gruppo a esibirsi dal vivo al CBGB e al Max's Kansas City di New York. Nel Regno Unito vennero distribuite due versioni del singolo, con due brani diversi sul lato B: quella originale, con 52 Girls sul lato B, e un'altra con Running Around. L'impatto del disco nel Regno Unito procurò al gruppo il tutto esaurito al suo primo concerto a Londra nel 1979, con molte popstar inglesi tra il pubblico tra i quali Green Gartside degli Scritti Politti e Joe Jackson.

#### The B-52's,Wild PlaneteParty Mix!
L'album di esordio, The B-52's, conteneva una versione ri-registrata di Rock Lobster e 52 Girls, sei brani originali composti appositamente per il disco e un rifacimento del brano Downtown di Petula Clark. Il disco riscosse un ampio successo, specialmente in Australia dove raggiunse la terza posizione nelle classifiche di vendita, insieme ai tre singoli estratti Planet Claire, Rock Lobster e Dance This Mess Around.
Negli USA il singolo Rock Lobster entrò nella Billboard Hot 100, mentre l'album ottenne il disco di platino certificato dalla RIAA.
In un'intervista John Lennon dichiarò che Rock Lobster era stato di ispirazione per il suo ritorno alla musica.
Il secondo album, Wild Planet, entrò nella Top 20 della musica pop di Billboard e fu certificato dalla RIAA come disco d'oro. Il singolo Private Idaho entrò anch'esso nella Billboard Hot 100.
Il 26 gennaio 1980 i B-52s si esibirono durante il programma Saturday Night Live. Nell'agosto dello stesso anno si esibirono dal vivo anche a Toronto, in Canada, nell'ambito del festival Heatwave, considerato la "Woodstock della New Wave".
Il terzo album, Party Mix!, era sostanzialmente un remix di brani estratti dagli album precedenti e riarrangiati in versione estesa.

### Gli anni successivi e la morte di Ricky Wilson (1982-1986)

#### Mesopotamia,Whammy!eBouncing off the Satellites
Nel 1981, il gruppo iniziò una collaborazione col musicista David Byrne per produrre il loro quarto album di studio. Tuttavia, in seguito a una serie di forti disaccordi con Byrne sulla direzione musicale, le sessioni di registrazione vennero interrotte e il gruppo pubblicò l'album, Mesopotamia (1982), sotto forma di EP dalla Warner Bros. negli USA e dalla Island in Europa e nel resto del mondo. Le due versioni però risultarono notevolmente diverse, con quella europea contenente brani con missaggi differenti e in versioni più lunghe. Nel 1991, Party Mix! e un'edizione remixata di Mesopotamia furono ripubblicate insieme su un unico compact disc.
Nel 1983, la band pubblicò l'album Whammy!, che rappresentò una sperimentazione con i synthesizer e la drum machine. Il brano Legal Tender fu il terzo singolo del gruppo a entrare nelle classifiche mentre l'album entrò nella top 200 di Billboard 200. Dopo la distribuzione delle prime copie di Whammy!, una controversia di copyright sorta con Yōko Ono portò all'eliminazione dall'album del brano Don't Worry, sostituito nelle stampe successive dal brano Moon 83, versione remixata di There's a Moon in the Sky (Called the Moon), contenuta nel loro album di debutto.
Nel 1985, dopo una pausa di tre anni, i B-52s si riunirono per realizzare il loro quarto album di studio Bouncing off the Satellites ma durante le registrazioni il chitarrista Ricky Wilson manifestò seri problemi di salute collegati all'AIDS. Nessuno degli altri membri del gruppo era al corrente della malattia di Wilson: in un'intervista, Kate Pierson dichiarò che Wilson aveva taciuto sulla sua malattia con il resto del gruppo perché "non voleva che nessuno si preoccupasse o si mettesse in ansia per lui".
Il 12 ottobre 1985, all'età di 32 anni, Ricky Wilson morì per le complicazioni collegate all'AIDS. Distrutti dal dolore, i membri del gruppo si chiusero nel riserbo e rinunciarono al tour promozionale, iniziando un periodo di pausa che si sarebbe protratto per altri tre anni.

### Il ritorno e la consacrazione (1986-1992)

#### Cosmic Thing, le attività soliste eGood Stuff
Durante la pausa che seguì alla morte di Wilson, Strickland passò dalle percussioni alla chitarra e iniziò a comporre musica. Dopo aver proposto alcuni dei suoi brani agli altri membri del gruppo, fu presa la decisione di tornare a lavorare tutti insieme, con Pierson, Wilson e Schneider che si aggiunsero come autori dei testi e delle melodie. Nel 1989 fu pubblicato Cosmic Thing, l'album del ritorno ampiamente annunciato. Il brano estratto come singolo, Channel Z, divenne un successo radiofonico e presso il pubblico più giovane e negli USA arrivò al primo posto della classifica Alternative Songs di Billboard con ampia diffusione televisiva da parte di MTV nel programma 120 Minutes.
Il secondo singolo estratto dall'album, Love Shack è diventato il brano di punta del gruppo. Grazie anche a un video coloratissimo e festoso Love Shack non solo fu il primo singolo a entrare nella top-40 dei Billboard Hot 100, ma a novembre 1989 arrivò a raggiungere la terza posizione. Il medesimo piazzamento fu ottenuto, nel mese di marzo 1990, anche dal singolo successivo Roam.
In Australia, la nazione che dieci anni prima aveva accolto con maggior successo il gruppo, Love Shack rimase al primo posto delle classifiche per otto settimane.
Il quarto singolo, Deadbeat Club, che richiamava il primo periodo del gruppo ai tempi di Athens e il cui video, girato sul posto, contiene la partecipazione-cameo di Michael Stipe dei R.E.M. (anch'egli originario di Athens), raggiunse la posizione numero 30.
L'album Cosmic Thing entrò nella top five degli Stati Uniti e fu certificato con più di un disco di platino.
Anche il tour mondiale di promozione del disco ebbe un enorme successo e nel marzo 1990 Rolling Stone dedicò la sua copertina ai B52s.
Nello stesso periodo alcuni componenti ebbero esperienze artistiche anche come solisti. Iggy Pop chiamò Kate Pierson a duettare con lui nel suo singolo Candy, che entrò nella top-40 di Billboard. Nel 1991, Fred Schneider ripropose da solista con i Shake Society il suo brano Monster che entrò anch'esso nella top-ten dei singoli di Billboard arrivando alla posizione numero 85. Kate Pierson collaborò ancora come voce duettante in un altro brano di successo registrato con i R.E.M. per il loro album Out of Time, Shiny Happy People, che nel settembre 1991 raggiunse il decimo posto nella Billboard Hot 100. Sempre nello stesso album dei R.E.M., Kate Pierson ha prestato la sua voce anche per il brano Me in Honey.
Verso la fine del 1990, Cindy Wilson si prese un periodo di distacco dal gruppo e venne sostituita da Julee Cruise nelle tappe finali del tour. I B52's, rimasti temporaneamente in tre, nel 1992 pubblicarono un nuovo album, Good Stuff, da cui fu estratto il singolo omonimo che negli Stati Uniti si piazzò al 28 posto nell'agosto dello stesso anno, mentre l'album arrivò al 18 posto nell'apposita classifica, sempre negli Stati Uniti. Questo è anche l'album più apertamente politicizzato, anche se da anni il gruppo era già impegnato come attivista e promotore finanziario su temi ambientali, dell'AIDS e della protezione degli animali. Gli altri singoli estratti non riscossero particolare successo e anche le vendite dell'album furono inferiori rispetto a quelle di Cosmic Thing.

### L'ultimo periodo (dal 1992 in avanti)

#### Le colonne sonore
Nel 1994 un altro brano del gruppo entrò in classifica grazie al film I Flintstones in cui la band, oltre a incidere il brano del titolo, recitò in un ruolo di cameo con il nome The B.C.-52's. Il singolo, un rifacimento del tema del cartone animato originale nello stile del gruppo, arrivò alla posizione 33 della classifica di Billboard e alla posizione numero 3 nel Regno Unito.
Sempre nello stesso anno, i B-52s eseguirono il tema della serie animata La vita moderna di Rocko di Nickelodeon, usato dalla seconda stagione in avanti.
Nel frattempo, l'ex-batterista dei Duran Duran Sterling Campbell si unì al gruppo, per poi lasciarlo nel 2000 quando suonò per il tour di David Bowie e venne rimpiazzato da Zachary Alford, che aveva già collaborato con i B-52s nella registrazione e nel tour promozionale di Cosmic Thing.

#### Le antologie:Time CapsuleeNude on the Moon
Nel 1998 fu pubblicata una raccolta retrospettiva, Time Capsule: Songs for a Future Generation, che conteneva anche due maxi-singoli remixati, Summer of Love '98 e Hallucinating Pluto. Cindy Wilson si riunì al gruppo per due dei nuovi brani e per il tour di promozione dell'antologia, che vide anche i Pretenders sul palco. Il singolo estratto dall'album, Debbie (un omaggio a Debbie Harry dei Blondie), si piazzò alla posizione 35 della Alternative Songs di Billboard.
Nel 1999 incisero una versione parodia di Love Shack, col titolo di Glove Slap per un episodio del cartone animato I Simpson.
Nel 2000 la band tenne un altro tour insieme alle Go-Go's di Belinda Carlisle. Nello stesso anno incisero il brano The Chosen One per il film Pokémon 2 - La Forza di Uno.
Nel 2002 fu pubblicata un'antologia più ampia col titolo Nude on the Moon: The B-52's Anthology.
I B-52s incisero il brano Orange You Glad It's Summer per uno spot pubblicitario per la catena di discount Target, andato in onda nella primavera-estate del 2002. Successivamente, nel 2007, Target utilizzò un altro brano dei B52's, Junebug, per uno spot televisivo.
Alla fine del 2004 il gruppo aprì il concerto di Cher in alcune date del suo tour di addio.
Nel periodo tra il 2005 e il 2007 Planet Clique pubblicò tre EP: Whammy! (2005), Mesopotamia (2006) e Wild Planet (2007).
Nel marzo 2006 i B-52s aprirono un concerto dei Rolling Stones a favore della Robin Hood Foundation'.
Nel frattempo, i B-52s furono ospiti di molte trasmissioni televisive tra cui The L Word, V.I.P., The Rosie O'Donnell Show, The Tonight Show with Jay Leno, Late Night with David Letterman, The Arsenio Hall Show, Saturday Night Live, Live with Regis and Kelly, The Today Show, Good Morning America, nonché numerose apparizioni su VH1.

#### Funplex
Funplex, il nuovo album di inediti, fu pubblicato il 25 marzo 2008 per l'etichetta Astralwerks, a sedici anni di distanza dall'ultimo album originale, Good Stuff. L'album è stato prodotto da Steve Osborne, che fu scelto dopo il suo lavoro con i New Order per il loro album Get Ready. Con quest'album, il gruppo modificò il suo nome da B-52's a B-52s (senza l'apostrofo).
L'album si piazzò subito alla posizione numero 11 della classifica statunitense di Billboard, la seconda posizione più alta occupata da un album dei B-52s. L'album fu promosso anche con un tour e con diverse apparizioni televisive nei talk-show, tra cui The Tonight Show e The Ellen DeGeneres Show e da un'esecuzione dal vivo nel The Today Show in occasione del Memorial Day del 2008. I B-52s parteciparono anche al True Colors Tour del 2008, con Cyndi Lauper, e a luglio portarono il loro tour in Europa.
Il primo singolo estratto dall'album è stato Funplex, pubblicato in formato digitale il 29 gennaio 2009 su iTunes Store. Il secondo singolo è stato Juliet of the Spirits. In un'intervista, Fred Schneider dichiarò che l'album è stato un successo immediato ma che potrebbe essere l'ultimo album in studio dei B-52s.
Nel 2009 i B-52s hanno eseguito dal vivo il loro brano Love Shack insieme ai Sugarland durante i Country Music Television Music Awards.

## Discografia

### Album in studio
- 1979 - The B-52's
- 1980 - Wild Planet
- 1983 - Whammy!
- 1986 - Bouncing off the Satellites
- 1989 - Cosmic Thing
- 1992 - Good Stuff
- 2008 - Funplex

### Compilation
- 1981 - Party Mix!
- 1990 - The Best of the B-52's - Dance this mess around
- 1998 - Time Capsule: Songs for a Future Generation
- 2000 - Planet Claire
- 2002 - Nude on the Moon: The B-52's Anthology

### EP
- 1982 - Mesopotamia (Island Records/Ricordi)

### Audiovisivi
- 1989 - The B-52's 1979-1989, VHS.
- 1998 - The B-52's Time Capsule: Videos for a Future Generation 1979-1998, VHS e Laserdisc.

### Citazioni nella cultura di massa
- In Una mamma per amica, nel quarto episodio della prima stagione, durante la scena della riunione tra genitore e insegnante Lorelai Gilmore indossa una maglietta dei the B-52's.